# Гужиця (гміна)
Гміна Гужиця (пол. Gmina Górzyca) — сільська гміна у північно-західній Польщі. Належить до Слубицького повіту Любуського воєводства.
Станом на 31 грудня 2011 у гміні проживало 4261 особа.

## Площа
Згідно з даними за 2007 рік площа гміни становила 145.55 км², у тому числі:
- орні землі: 69.00%
- ліси: 18.00%

Таким чином, площа гміни становить 14.56% площі повіту.

## Населення
Станом на 31 грудня 2011:
| Опис     | Загалом | Загалом | Чоловіки | Чоловіки | Жінки | Жінки |
| -------- | ------- | ------- | -------- | -------- | ----- | ----- |
| одиниця  | осіб    | %       | осіб     | %        | осіб  | %     |
| все      | 4261    | 100     | 2152     | 50.50    | 2109  | 49.50 |
| міське   | 0       | 100     | 0        |          | 0     |       |
| сільське | 4261    | 100     | 2152     | 50.50    | 2109  | 49.50 |

## Сусідні гміни
Гміна Гужиця межує з такими гмінами: Жепін, Осьно-Любуське, Слонськ, Слубіце.